# Виндесхајм
Виндесхајм (њем. Windesheim) општина је у њемачкој савезној држави Рајна-Палатинат. Једно је од 119 општинских средишта округа Бад Кројцнах. Према процјени из 2010. у општини је живјело 1.794 становника. Посједује регионалну шифру (AGS) 7133114.

## Географски и демографски подаци
Виндесхајм се налази у савезној држави Рајна-Палатинат у округу Бад Кројцнах. Општина се налази на надморској висини од 165 метара. Површина општине износи 10,2 km². У самом мјесту је, према процјени из 2010. године, живјело 1.794 становника. Просјечна густина становништва износи 176 становника/km².